# 혼농임업

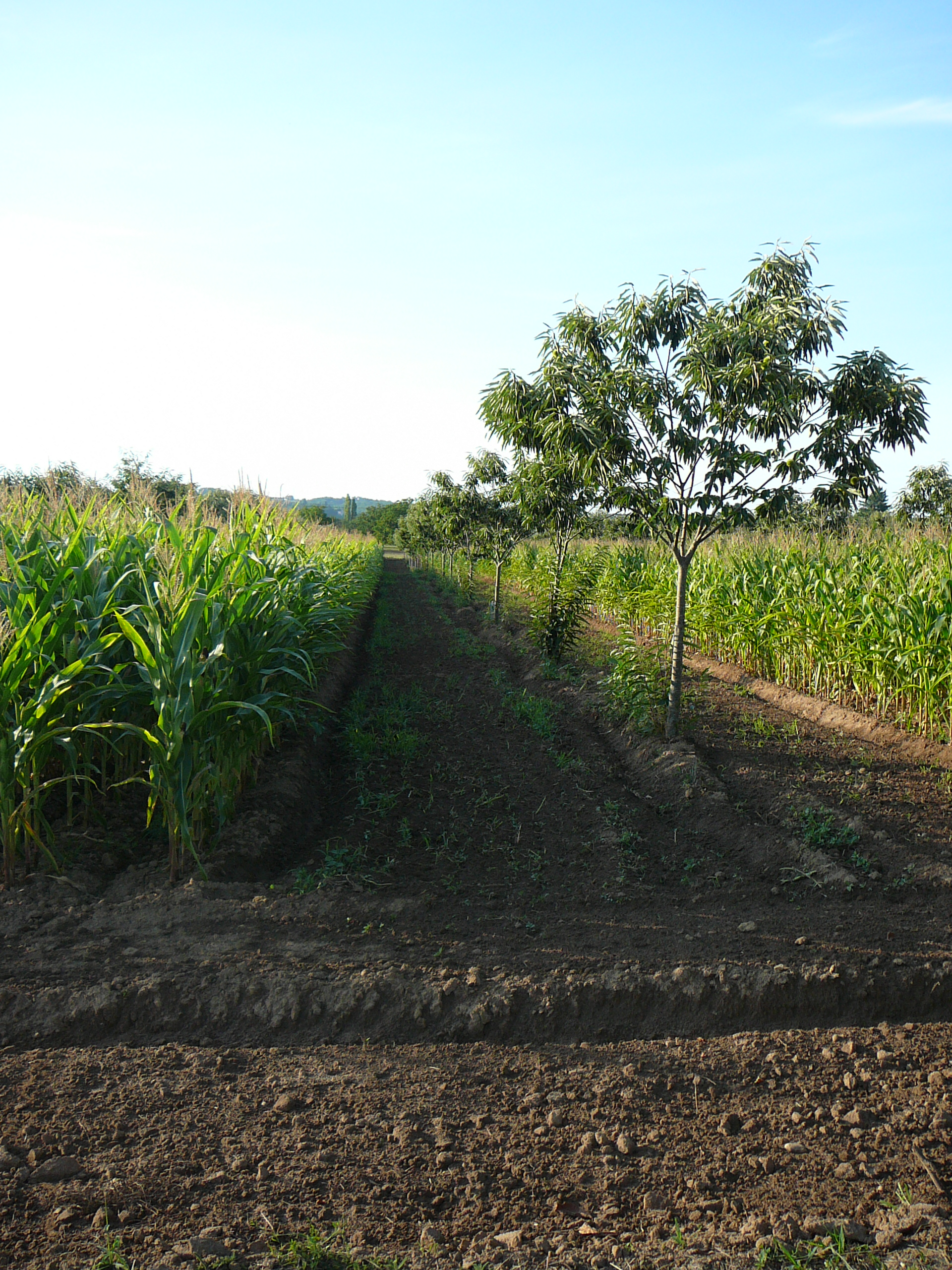
옥수수와 유럽밤나무의 복작. (프랑스 도르도뉴 (데파르트망))

혼농임업(agroforestry) 또는 산림농업(forest farming)은 나무를 농작물 또는 목초지와 통합하는 토지 이용 관리 시스템이다. 농업과 임업 기술을 결합한다. 다재배 시스템인 혼농임업 시스템은 목재 제품, 과일, 견과, 기타 식용 식물 제품, 식용 버섯, 약용식물, 화초, 동물와 동물 제품, 가축과 야생종 모두의 기타 제품을 생산할 수 있다.
혼농임업은 경제적, 환경적, 사회적 이익을 위해 실행될 수 있으며 지속 가능한 농업의 일부가 될 수 있다. 생산 외에도 혼농임업의 이점에는 농장 생산성 향상, 더 건강한 환경, 농부의 위험 감소, 아름다움과 미학, 농장 이익 증가, 토양 침식 감소, 야생 동물 서식지 조성, 오염 감소, 동물 폐기물 관리, 생물 다양성 증가, 토양 구조 개선 및 탄소격리 등이 있다.
혼농임업 관행은 특히 열대 지방, 특히 소규모 자급자족 지역에서 널리 퍼져 있으며, 사하라 이남 아프리카에서는 특히 중요하다. 예를 들어 영양 순환 이점 및 가뭄 완화 가능성과 같은 다양한 이점으로 인해 미국과 유럽에서 채택되었다.

## 같이 보기
- 조림 (활동)
- 퍼머컬처
- 자연농법
- 과수원
- 복작
- 삼림경영학